# 徐氏宗祠 (五台)
徐氏宗祠，位于中华人民共和国山西省忻州市五台县建安镇大建安村，已列为山西省文物保护单位。

## 保护
2021年8月4日，徐氏宗祠由山西省人民政府公布为第六批山西省文物保护单位，编号6-65。